# تشارلز كو
تشارلز كو (بالإنجليزية: Charles Coe)‏ هو لاعب غولف وطيار أمريكي، ولد في 26 أكتوبر 1923 في أدمور في الولايات المتحدة، وتوفي في 16 مايو 2001.